# Svoboda (Dobritsj)
Svoboda (Bulgaars: Свобода) is een dorp in de Bulgaarse gemeente Dobritsjka, oblast Dobritsj. Het dorp ligt hemelsbreed 20 km ten noorden van de regionale hoofdstad Dobritsj en 382 km ten noordoosten van Sofia. 

## Bevolking
Het dorp Svoboda heeft te kampen met een intensieve bevolkingskrimp. Het aantal inwoners daalde van een maximum van 921 personen in 1946 naar een minimum van 132 personen in 2019.
|  |

| Etnische samenstelling van de respondenten (2011) | Etnische samenstelling van de respondenten (2011) | Etnische samenstelling van de respondenten (2011) | Etnische samenstelling van de respondenten (2011) | Etnische samenstelling van de respondenten (2011) |
| ------------------------------------------------- | ------------------------------------------------- | ------------------------------------------------- | ------------------------------------------------- | ------------------------------------------------- |
|                                                   |                                                   |                                                   |                                                   |                                                   |
| Bulgaren                                          | Bulgaren                                          |                                                   | 90,6%                                             | 90,6%                                             |
| Turken                                            | Turken                                            |                                                   | 3,5%                                              | 3,5%                                              |
| Roma                                              | Roma                                              |                                                   | 5,9%                                              | 5,9%                                              |
| Anders/Onbekend                                   | Anders/Onbekend                                   |                                                   | 0,0%                                              | 0,0%                                              |